# Monchio delle Corti
Monchio delle Corti (emilián nyelven Mónc) település Olaszországban, Emilia-Romagna régióban, Parma megyében. Lakosainak száma 841 fő (2023. január 1.). Monchio delle Corti Comano, Corniglio, Palanzano, Bagnone, Licciana Nardi és Ventasso községekkel határos.

## Népesség
A település lakossága az elmúlt években az alábbi módon változott:
| Lakosok száma | 906  | 893  | 841  |
|               | 2017 | 2018 | 2023 |